# Фоли, Роберт Эндрю
Роберт Фоли (Robert A. (Andrew) Foley; род. 18 марта 1953, Суссекс, Юго-Восточная Англия) — британский эволюционный и биологический антрополог, в особенности интересующийся экологическими основами моделей и процессов эволюции человеческого поведения. Доктор философии (или Sc.D.), именной профессор Кембриджа (эмерит), феллоу его Королевского колледжа. Член Британской академии (2007).
Степень доктора философии получил в Кембридже, затем преподавал биологическую антропологию в Даремском университете. С 1977 года являлся там лектором антропологии.
С 1986 года в Кембридже (ныне Leverhulme Professor of Human Evolution Emeritus), феллоу его Королевского колледжа (с 2003?; профессорский феллоу с 2014 г.; ныне пожизненный феллоу), в 2001 году сооснователь (вместе с Marta Mirazón Lahr) междисциплинарного Центра эволюционных исследований человека (Leverhulme Centre for Human Evolutionary Studies). Являлся директором Центра языковых наук (Centre for Language Sciences) в Кембридже. 
С 2019 года феллоу Alan Turing Institute, руководитель там проекта «Paleoanalytics».
Участвует в крупных полевых проектах в северной и центральной Кении. Исследователь там археологического открытия ныне самого раннего известного случая человеческой войны. Работал в Кении с 1973 года и в Туркане с 2008 года, также проводил полевые исследования в Меланезии. 
Автор книг Off-Site Archaeology (1981), Another Unique Species: Patterns in Human Evolutionary Ecology (1987), Humans before Humanity (1995, 1997), углубленного введения в палеоантропологию и изучение эволюции человека, второго издания учебника Principles of Human Evolution (2013).
Женат на также кембриджском профессоре Марте Лар.